# Drum național 52
Der Drum național 52 (rumänisch für „Nationalstraße 52“, kurz DN52) ist eine Nationalstraße in Rumänien.

## Verlauf
Die Straße beginnt an der von Nikopol in Bulgarien über die Donau nach Turnu Măgurele führenden Donaufähre. Sie durchzieht die Stadt Turnu Măgurele, wo sie auf die nach Westen führende Drum național 54, die nach Osten führende Drum național 51A und die am Stadtrand nach Norden abzweigende Drum național 65A trifft. Die Straße verläuft nun in nordöstlicher Richtung über Furculești, wo sie die Drum național 65E  kreuzt, zur Kreishauptstadt Alexandria. Dort endet sie an der Drum național 6.
Die Länge der Straße beträgt rund 50 Kilometer.